# Eumerus punctifrons
Eumerus punctifrons är en tvåvingeart som beskrevs av Friedrich Hermann Loew 1857. Eumerus punctifrons ingår i släktet månblomflugor, och familjen blomflugor.
Artens utbredningsområde är Syrien. Inga underarter finns listade i Catalogue of Life.